# 韩世忠
韓世忠（1089年—1151年9月16日），字良臣，绥德军（今陕西省绥德县）人，南宋名将。官至太傅、镇南、武安、宁国军节度使、充醴泉观使、赐号扬武翊运功臣、封咸安郡王（从一品），太师致仕，赠通义郡王，追封蕲王、谥“忠武”。元配白氏死後，梁氏成為韓的正妻（野史稱為梁紅玉）。

## 生平
韩世忠少时出身贫寒，嗜酒无赖。年十七投軍，擅长骑射，勇冠三军。崇宁四年（1105年），西夏擾邊，諸州調兵禦衛。從統制官黨萬戰銀州，夏人以城自固，韓斬關殺將，擲首俾外，諸軍攻之，大破夏軍。又與夏軍戰于嵩平嶺，斬敵監軍，夏軍大潰。鄜延路經略安撫使張深上其功，宣撫使童貫黜其功不錄，僅補一資。宣和二年（1120年）十一月，方臘反于睦州青溪，從婺州观察使、侍衛親軍步軍司都虞侯、統制王禀往討。三年（1121年），隨王禀軍至杭州。時有詔，能得臘首者授兩鎮節度使。韓追至睦州清溪洞，賊探據嚴崖為三窟，諸將追至，莫知所從入。韓潛行溪谷，問野婦得洞口，既挺身仗戈而前，榛棘嶺崎，越險數里，擣其巢穴，格殺數人，擒方臘以出，忠州防禦使、統制官辛興宗領兵截洞口，掠方臘為其功。統制官楊惟忠還闕表其事，超授承節郎（武阶第五十一阶，从九品）。四年（1122年），宋金合盟攻辽，宋军败绩，于滹沱河岸追斩辽人甚众。后从武功大夫、果州团练使王渊讨山东、河北盗贼，累立戰功，轉秉義郎（武階，第四十六階，從八品）。又以偏將隨梁方平討山東群盜，轉武節郎（武阶第三十八階，從七品）。靖康元年（1126年）正月，从威武军节度使梁方平屯驻浚州，金兵攻陷浚州，韩世忠力战突围至京城，宋钦宗召至偏殿询问战况，升为武節大夫（武階第三十階，正七品）。詔召諸路勤王兵入，韓率所部入衛，隶属京城四壁守御使李纲，为统领。金兵撤退后，河北总管王渊任命韩世忠为选锋军统制，胜捷军统制张师正以兵败被斩，所部为乱，世忠率部平乱，以千人大败数万乌合之众，又单骑劝降，以功升为武功大夫（武階第二十七階，正七品）、果州团练使。诏入朝，赐衣甲枪牌，落阶官，授单州团练使，屯滹沱河。十月，金人圍慶源府，守將都統制王淵差韩㨂選步兵三百人，于西北門劫破敵寨，放火燒死金兵不知數目，敵寨盡皆鬧亂昬黑相殺。除嘉州防御使（階官，正任防禦使,從五品）、遷宣总司前军统制。
建炎元年（1127年）四月，金兵犯应天府，世忠领所部击破之。五月，康王即皇帝位，授光州观察使（階官，正五品）、带御器械。始建御营使司，为御营使司左军统制官。七月，受诏讨单州鱼台军贼杜用。十月，高宗幸淮阳，以所部扈驾从行。二年（1128年），以平贼功，转三官，陞定國軍承宣使（階官，正四品）。三月，为京西等路捉杀盗贼，率部与閤门宣赞舍人张遇部赴西京。四月，会京西北路制置使翟进、大名府路马步军都总管司统领官孟世宁、京城都巡检使丁进各部，与金人战，夜袭金军左监军完顏希尹大营，金人先知，反为所败。又与丁进相约战金人于文家寺，进失约未至，统领官、閤门宣赞舍人陈思恭率部先退，大败，金人乘胜追击，至永安后涧，世忠被矢如棘，张遇率所部救之，力战得免。还东京，诘先退者皆斩，威令大震。五月，金人渡河，分头出没，攻围掳掠，诏世忠与保宁军承宣使、主管侍卫亲军步军司公事閭勍率部攻讨。九月，武节大夫、閤门宣赞舍人、京城外巡检使丁进叛，率众犯淮西，时世忠军中有进余党百余人，尽斩于扬州竹西亭。召还，授鄜延路马步军副都总管，加御营使司平寇左将军。十月，金人渡河，攻开德府不破，往濮州攻城，差世忠领所部由徐州至东平府迎敌。
三年（1129年）正月，屯淮阳，会山东义兵拒金人。金军左副元帅粘罕率军至滕县，闻世忠屯驻淮阳，分兵万余人趨扬州，以大军迎战，世忠不敌，乘夜退兵，军无纪律，至宿迁，不意金人踵其后，天明察之，奔于沭阳，世忠与账下密谋，乘夜弃军走盐城。翌日，诸军方觉，遂溃去。部將閤門宣賛舍人張遇战死。至阳城，收合散亡，得数千人。闻高宗幸钱塘，经海路南下趨行在。三月，扈從統制、武功大夫、鼎州團練使苗傅，武功大夫、威州刺史劉正彥举兵叛乱，杀向德军节度使、御营使司都统制、簽書樞密院事王渊，宣政使、金州觀察使、入內侍省押班康履及内侍百余人，逼高宗退位，是為苗刘兵变。苗刘矫诏加韓为捧日天武四厢都指挥使、御营使司專一提举一行事务、都巡檢使。世忠由海道至平江府见礼部侍郎张浚，相约平叛。刘正彦矫诏加定国军节度使。韓世忠於是加入勤王隊伍克復臨安後，高宗握住韓世忠的手痛哭，先后诛杀苗刘同党御营使司中軍統制、权主管侍卫亲军步军司公事吳湛，工部侍郎王世修。四月，诏除武胜军节度使、御營使司左軍都統制。苗博、刘正彦率众窜扰各地，世忠请亲往讨之，诏除江浙制置使。五月，与苗刘战于浦城渔梁驿，败之，擒刘正彦。七月，賞平苗劉之功，高宗遣中使赐金合茶药，御書“忠勇”二字以賜，诏除检校少保、武胜昭庆军两镇节度使、御前左军都统制。閏八月，金兀术入寇，韓主守江淮，加两浙西路制置使，守镇江府。十一月，金兵渡江南下，悉裝所儲于海舟，焚城郭，引舟至江陰軍。十二月，以前軍駐通惠鎮，中軍駐江灣，后軍駐海口，韓知金人不能久，大造戰艦，俟其歸而擊之。四年（1130年）正月，詔赴行在，上言于高宗，願將所部全軍往建康府鎮江府，斷金人歸路，盡死一戰，詔從之。三月至四月，与金兀术相持于黄天荡四十八天，屢破之，以八千人困金兵十万，其妻梁氏亲自擂鼓，传为千古佳话。后金兵掘河北上方得脫困，兀朮僅以身免，俘獲殺傷者不可勝計，所遺輜重山積，所掠男女獲免者不知數，又獲龍虎大王舟十餘艘。五月，诏户部赐白金三万两为犒军之用。六月，御前五军改神武军，御营五军改神武副军。八月，所部改神武左军，錄守江之功，除检校少师、改武成感德军两镇节度使、神武左军都统制、淮南东路宣抚使、置司镇江府。
绍兴元年（1131年）十一月，以建州贼范汝为连破州郡，淮康軍承宣使、神武副軍都統制、福建路制置使辛企宗用兵累月未能戡平，以韓为福建江西湖南北路宣抚副使，前往剿讨之。二年（1132年）正月初四，围建州城，用火楼巨石、天梯云登攻打建州城（今福建建瓯）。五日后，克复建州城，范汝为自缢死。捷闻，有诏褒奖，赐黄金器皿。三月，移兵西向，征討荊湖南路賊寇武功大夫，榮州團練使曹成、拱衛大夫，成州團練使馬友、武功大夫，貴州團練使李宏、劉忠。閏四月，屯駐洪州江濱，連營數十里，遣神武左軍提舉事務官、拱衛大夫、貴州刺史董𪰋招降曹成。六月，詔班師，以平群盗之功，迁太尉（武階，第一階，正二品）。九月，除江南东路宣抚使、置司建康府。
三年（1133年）三月，进开府仪同三司，充淮南东路宣抚使，置司泗州。四年（1134年）三月，受赐平江府朱缅南圜及陈满塘官地一千两百亩。十月，邀击金人于大仪镇，败之。五年（1135年）正月，除少保（加官，三少，正一品），赐银三千两，绢三千匹，入觐。六年（1136年）三月，除京东淮东宣抚处置使，改镇武、安化军两镇节度使，置司楚州。四月，加横海武宁安化军三镇节度使，赐号扬武翎云功臣。九年（1139年）正月，迁少师（加官，三少，正一品）。十年（1140年），又一次率军击败南下的金兵，进位太保（加官，三公，正一品）、英国公（爵，從一品），十一年（1141年）四月，拜枢密使（从一品）。十一月，罢枢密使，除太傅（加官，三公，正一品）、授横海武宁安化军三镇节度使、充醴泉觀使、奉朝请、进封福国公。
韩世忠的朝中地位较岳飛高，在反对和议等事的态度和行为其实比岳飞还要激烈，八年（1138年）第一次和议的时候，韓數次上书要求北伐，还打算劫杀金使。十一年（1141年），秦桧开始清洗南宋抗金力量的时候，原來的首要目標是韓世忠，秦桧逮捕韩世忠的部下统领胡访，逼他诬告韩世忠谋反，但因為韓世忠有救駕之功，得到高宗的保全，使得秦檜將目標轉移至岳飛，遂有岳飛的冤案。相传韩世忠接到岳飞的密信后就連忙入宫，举着自己僅剩的四個手指头的手，找宋高宗大哭大闹，避掉杀身之祸。另一個说法是宋高宗念及其在苗刘之变时護驾有功，准其告老还鄉。
岳雲與張憲兩人在岳飛被賜死前的一個月遭到斬首，韓世忠知悉，直闖秦檜府第，秦檜回答：“飛子雲與張憲書，雖不明，其事體莫須有。”韓則駁斥莫須有這三字何以服天下。十一年十一月二十八日壬戌，加封为太傅（加官，三公，正一品）、横海、武甯、安化军节度使、醴泉观使，自请解职。闭门谢客，绝口不言兵。
十二年（1142年）十月，改封潭国公。八月，韦太后在绍兴和议签订后，从金国抵达临安，韩世忠随高宗在临平镇朝谒韦太后。韦太后在金国时，早已听闻韩世忠的威名，特地将他招至帘前，问道：“这是韩相公吗？”慰问良久。次年（1143年）二月，进封咸安郡王。十七年（1147年）三月，改任镇南、武安、宁国军三镇节度使。高宗多次召韩世忠及其家人进宫饮宴，“眷礼深笃”，屡赐其名马、宝剑等。
紹興二十一年（1151年）秋，病重，上表辞官，紹興二十一年八月初五日（1151年9月16日），拜太师致仕。同日，薨于临安府赐第，年六十三。赠通义郡王，赐朝服、貂冠、水银、龙脑以敛，赙内帑银帛三千匹两，录其亲属九人为官，命睿思殿祗侯徐伸护葬事。十月，葬于平江府吴县胥台乡灵岩山之原。
乾道四年（1168年）五月，追封蕲王，因此後世也稱其為“韓蕲王”。淳熙三年（1176年）二月，谥号忠武。十五年（1178年）三月，与吕颐浩、赵鼎、張浚配享高宗庙庭。
現今中華人民共和國江蘇省蘇州市的木瀆鎮靈岩山有韓世忠墓，1982年被評為江蘇省文物保護單位。

## 诗词
韩世忠早年不识字，解职后开始自学文化，诗文不多，但是豪气十足，他的著名诗句是《临江仙》和《南乡子》。
- 《临江仙》：“冬日青山潇洒静，春来山暖花浓。少年衰老与花同。世间名利客，富贵与贫穷。荣华不是长生药，清闲不是死门风。劝君识取主人翁。单方只一味，尽在不言中。”
- 《南乡子》：“人有几多般。富贵荣华总是闲。自古英雄都是梦，为官。宝玉妻儿宿业缠。年事已衰残，须鬓苍苍骨髓乾。不道山林多好处，贪欢。只恐痴迷误了贤。”

## 家族
- 曾祖：韩则，赠太师、追封營國公、楚国公
- 曾祖母：郝氏，追封兗國夫人、吴国夫人
- 祖：韩广，赠太师、追封代國公、秦国公
- 祖母：高氏，累贈雍國夫人、冀国夫人
- 父：韩庆，赠太师、追封唐國公、陈国公
- 母：贺氏，追封揚國夫人、楚国夫人
- 兄：韩世旺
- 兄：韩世良，终官奉国军承宣使、提举台州崇道观[16]、赠武当军节度使、少傅
  - 侄：韩彦纯，终官朝奉郎、知泰州事
    - 侄孙：韩沂，秉义郎、监衢州江山县礼贤镇税兼烟火公事
      - 侄曾孙：韩镗
      - 侄曾孙：韩钺
      - 侄曾孙：韩铎
      - 侄曾孙女：韩氏，适进士丁昌期
      - 侄曾孙女：韩氏

    - 侄孙：韩渝，早夭
    - 侄孙：韩涛，迪功郎
    - 侄孙：韩浩
    - 侄孙：韩淮
    - 侄孙女：韩氏，适宣义郎、通判平江府囗囗囗
    - 侄孙女：韩氏，适从义郎李师旦
    - 侄孙女：韩氏
    - 侄孙女：韩氏
- 妻：白氏，秦国夫人、贈潭國夫人
- 妻：梁氏，杨国夫人、贈邠國夫人
- 妻：茆氏，秦国夫人
- 妻：周氏，蕲国夫人
- 子：韩彦直，太中大夫、延水县开国伯，食邑八百户
- 子：韩彦朴，奉议郎，直显谟阁，早卒
- 子：韩彦质，朝奉大夫、直徽猷阁
- 子：韩彦古，朝奉大夫、充敷文阁侍制
- 女：韩氏，适朝散郎、通判饶州事曹霑
- 女：韩氏，适宣教郎冯用休
- 女：韩氏，适宣教郎、知宁国县事王万修
- 女：韩氏，适从政郎刘莒
- 女：韩氏，适宣权郎、宗正寺主簿胡南逢
- 女：韩氏，适承议郎、充集英殿修撰、主管佑神观张子仁
- 女：韩氏，出家为道
- 女：韩氏，出家为道
- 孙：韩挺，奉议郎、太社局令
- 孙：韩扶，奉议郎、直秘阁
- 孙：韩格，宣教郎
- 孙：韩枢，承务郎
- 孙：韩松，通仕郎
- 孙：韩相，承事郎
- 孙：韩椿，承务郎
- 孙：韩林，将仕郎
- 孙：韩森
- 孙：韩休
- 孙：韩楫
- 孙：韩杰
- 孙：韩本
- 孙：韩梓
- 孙：韩樟
- 孙女：韩氏，适将仕郎王大昌
- 孙女：韩氏
- 孙女：韩氏
- 孙女：韩氏
- 孙女：韩氏
- 孙女：韩氏
- 孙女：韩氏
- 孙女：韩氏

## 影视作品

### 電影
| 电影名                                                     | 饰演演员 |
| 1940年，《梁红玉》，艺华影业公司                           | 梅熹     |
| 1956年，《梁红玉击鼓退金兵》，香港东方影片公司，粤剧电影   | 新马师曾 |
| 1961年，《梁红玉血战黄天荡》，香港权华影业公司，粤剧电影   | 李凤声   |
| 1963年，《梁红玉》，台湾中央电影事业股份有限公司，京剧电影 | 马荣祥   |

### 電視劇
| 电视剧名                                           | 饰演演员 |
| 1984年，《十二金牌》，香港亞洲電視，30集           | 鄭雷     |
| 1988年，《八千里路雲和月》，台灣中華電視公司，40集 | 龍隆     |
| 1994年，《岳飛傳》，香港亞洲電視，20集             | 潘志文   |
| 1996年，《梁红玉》，北京广行文化传播公司，19集     | 王绘春   |
| 2013年，《精忠岳飛》，中國電影集團公司，69集       | 邵兵     |

## 延伸阅读
[在维基数据编辑]
 《宋史·卷364》，出自脱脱《宋史》
 在维基共享资源阅览影像